# Максимов Дмитро Іванович
Дмитро́ Іва́нович Макси́мов (нар. 20 липня 1984, Дніпро) — український шахіст, гросмейстер (2008). Чемпіон України 2023 року.
Його рейтинг станом на грудень 2024 року — 2489 (696-те місце у світі, 32-ге — в Україні).

## Біографія
Займатися шахами почав у віці 3 з половиною роки. У 4 роки — у ДЮСШ № 9.
У 7 років отримав 1 розряд, в 10 років — звання кандидат у майстри спорту, в 13 — звання майстра спорту, в 15 років став міжнародним майстром. Звання гросмейстера було присвоєно у 2008 році.
Багаторазовий чемпіон області у всіх вікових категоріях, включаючи до 20 років (у 14-річному віці).
Чемпіон України серед юнаків до 12 років (Київ, 1996) та до 16 років (Київ, 2000).
Брав участь у чемпіонатах Європи та світу у своєму віці, зокрема: чемпіонат Європи до 12 років (Рімавська Собота, Словаччина, 1996 — 9 місце), чемпіонат світу до 16 років (Орпеза, Іспанія, 2000 — 10 місце).
У складі юнацької збірної України: чемпіонат Європи серед юнаків до 16 років (Балатонлелле, Угорщина) — поділ 1-2 місць (командне), 1-ше місце на 3-й шахівниці (особисте); всесвітня дитяча шахова олімпіада (Артек, Україна, 1999) — 5 місце (командне).
Вісім разів брав участь у фінальних турнірах чемпіонатів України, переможець чемпіонату України 2023 року.
Чемпіон Дніпра (2003), чемпіон Дніпропетровської області (2009, 2011, 2014), другий призер (2003, 2006, 2008, 2012), третій призер (2005, 2007) чемпіонатів області. Переможець Меморіалу Кулаги (Білорусь, 2010).
Багаторазовий учасник та чемпіон Дніпропетровської області зі швидких та блискавичних шахів. Чемпіон України зі швидких шахів 2023 року.
З 2005 року працює тренером у ДЮСШ №9, з березня 2009 р. є заступником директора.

## Результати виступів у чемпіонатах України
Дмитро Максимов зіграв у 9 фінальних турнірах чемпіонатів України, набравши при цьому 49 очок з 81 можливого.
| Рік  | Місто       | Турнір                 | + | − | = | Результат | Місце   |
| ---- | ----------- | ---------------------- | - | - | - | --------- | ------- |
| 1998 | Алушта      | 67-й чемпіонат України |   |   |   | 6 з 9     | 21      |
| 2000 | Севастополь | 69-й чемпіонат України | 5 | 2 | 2 | 6 з 9     | 12 — 21 |
| 2001 | Покров      | 70-й чемпіонат України | 2 | 5 | 2 | 3 з 9     | 28 — 29 |
| 2002 | Алушта      | 71-й чемпіонат України | 5 | 3 | 1 | 5½ з 9    | 15 — 27 |
| 2003 | Сімферополь | 72-й чемпіонат України | 3 | 2 | 4 | 5 з 9     | 35      |
| 2007 | Харків      | 76-й чемпіонат України | 1 | 2 | 6 | 4 з 9     | 21      |
| 2008 | Полтава     | 77-й чемпіонат України | 2 | 2 | 5 | 4½ з 9    | 13      |
| 2023 | Полтава     | 91-й чемпіонат України | 7 | 1 | 1 | 7½ з 9    | Gold    |
| 2024 | Львів       | 92-й чемпіонат України | 6 | 2 | 1 | 6½ з 9    | 10      |